# Cethosia damasippe
Cethosia damasippe är en fjärilsart som beskrevs av Felder 1859. Cethosia damasippe ingår i släktet Cethosia och familjen praktfjärilar. Inga underarter finns listade i Catalogue of Life.